# Bill Hullett
William Alexander Hullett (19 tháng 12 năm 1915 - 1982) là một cầu thủ bóng đá thi đấu ở Football League cho New Brighton, Plymouth Argyle, Cardiff City và Nottingham Forest.